# Taniec w Biblii
Taniec w Biblii – taniec, obok muzyki i śpiewu, jest naturalnym wyrazem radości ludzkiej. Taniec pełnił ważną rolę w życiu religijnym i świeckim starożytnego Izraela, o czym świadczą zapisy biblijne. Tańcom towarzyszyły pieśni oraz muzyka instrumentalna, której charakter można dziś określić tylko w przybliżeniu. Kobiety i mężczyźni zwykle tańczyli osobno. 

## Taniec w Starym Testamencie

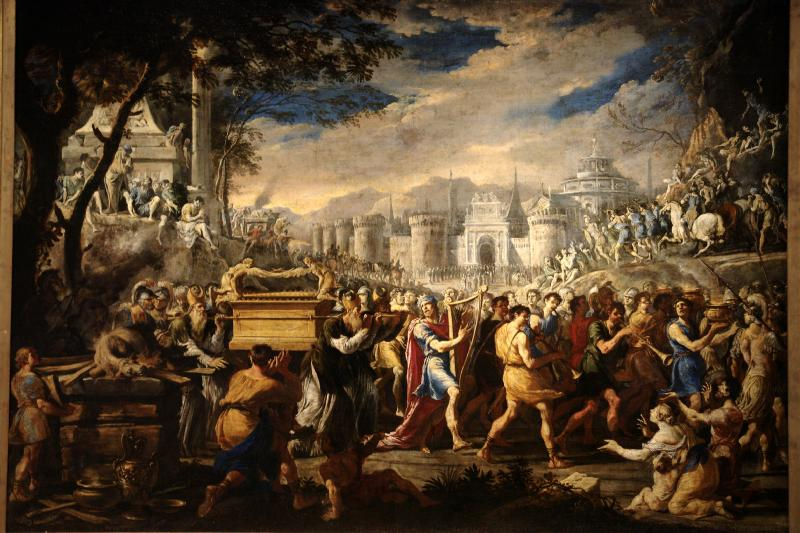
Dawid tańczący przed Arką Przymierza - obraz Domenico Gargiulo

W Starym Testamencie opisano kilka zastosowań tańca, najczęściej jednoznacznie pozytywnych. Na taniec, według mędrców biblijnych, przeznaczony był odpowiedni czas:
Jest czas płaczu i czas śmiechu, czas żałoby i czas radosnego tańca (Księga Koheleta; tłum. BWP)
Pierwszy taniec (pląsy) opisano w Wj (15 rozdział) tzw. Kantyk Mojżesza, kiedy Izraelici na chwałę Jahwe, który zgładził Egipcjan w Morzu Czerwonym, wtedy Miriam prorokini zaśpiewała pieśń na chwałę Boga, a wszystkie kobiety tańczyły przy uderzaniach tamburynów.
Dziękczynienie i radość taniec wyrażał podczas pochodów wojowników powracających ze zwycięskich bitew, również tańcem witały ich kobiety (Sdz 11:34; 1Sm 18:6, 7; 21:11; 29:5). Tańczono przy uroczystościach triumfalnych i świętach publicznych - począwszy od starego święta żniw w Szilo w czasach Sędziów. Psalmy (np. 149 i 150) wzywały do chwalenia Jahwe na instrumentach i w pieśniach połączonych z tańcami. 
Autor wielu psalmów - Dawid tańczył przed Arką Przymierza, co jego żona Mikal uznała za niestosowne, gdyż król tańczył w lnianym efodzie (formie spódniczki), co w tamtych czasach było oznaką poddania zwycięskiemu królowi. Mikal jednak wzięła to za czyn wielce niestosowny wobec poddanych. Za swoją uwagę Mikal została ukarana przez Boga niepłodnością. Pieśń nad Pieśniami chwaliła taniec Szunemitki.
Stary Testament wspomina też o praktykach pogańskich: tańczono wokół wizerunków i ołtarzy bożków (np. Dionizosa i Astarte). Izraelici zbuntowani przeciw Mojżeszowi tańczyli przed złotym cielcem.

## Taniec w  Nowym Testamencie

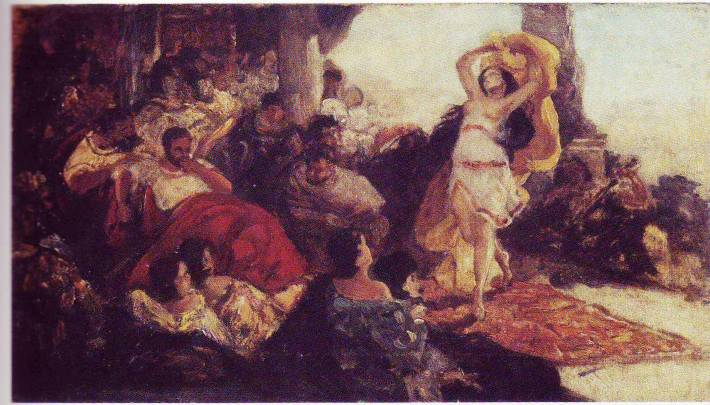
Maurycy Gottlieb - taniec Salome

W Nowym Testamencie taniec pełnił naturalną rolę przy świętowaniu z okazji powrotu syna marnotrawnego. 
Ewangelia Mateusza opisuje taniec córki Herodiady (prawdopodobnie Salome III) na uczcie Heroda Antypasa, który z zachwytu obiecał spełnić każde jej życzenie. Salome zażyczyła sobie wtedy głowy Jana Chrzciciela na misie.